# Снег (роман)
Снег (тур. Kar) је роман турског нобеловца Орхана Памука (тур. Orhan Ferit Pamuk, Истанбул 7.6.1952) публикован 2002. године као седмо по реду дело.

## О делу
Прича обухвата многе политичке и културне тензије модерне Турске, укључујући праву епидемију самоубистава међу тинејџеркама, која се догодила у граду Карс. Овај роман је Памуков једини политички, али се о њему највише говорило у Турској. Практично је описан процес модернизације турске државе.